# Карпенков, Андрей Геннадьевич
Андрей Геннадьевич Карпенков (27 января 1975) — российский биатлонист, призёр чемпионата России по биатлону и летнему биатлону.

## Биография
Представлял спортивный клуб «Кедр» и город Новоуральск Свердловской области.
В 1997 году завоевал серебряную медаль чемпионата России по летнему биатлону в индивидуальной гонке.
В зимнем биатлоне становился призёром Кубка Урала среди юниоров и взрослых. В декабре 2001 года стал победителем в эстафете на соревнованиях «Ижевская винтовка» в составе команды Свердловской области.
На чемпионате России 2001 года стал серебряным призёром в командной гонке в составе первой сборной Урала.